# Yanagi-Mission
Yanagi (japanisch 柳作戦, Yanagi sakusen, deutsch wörtlich: „Weide-Strategie“) war der Deckname für blockadebrechende U-Boote, mit denen das japanische Kaiserreich während des Zweiten Weltkriegs versuchte, einen Austausch an Menschen, Material und Wissen mit dem kriegsverbündeten Deutschen Reich und dem Königreich Italien zu gewährleisten.

## Missionen

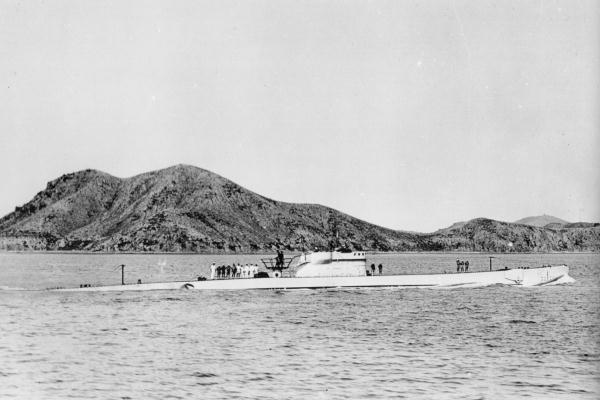
UIT 24 in japanischen Gewässern (August 1944).

Ein Austausch von kriegswichtigen Rohstoffen, Waffen und Geräten zwischen Deutschland, Italien und Japan war durch den im Jahr 1940 geschlossenen Dreimächtepakt vereinbart worden. Nachdem ursprünglich Frachter, also Überwasserschiffe, als Blockadebrecher dienten, diese aber aufgrund der alliierten Luftüberlegenheit zunehmend gefährdet waren, sollten U-Boote diese Aufgabe übernehmen.
Dazu wurden zwischen 1942 und 1945 japanische, deutsche und italienische U-Boote auf die lange und gefährliche Seereise von Japan nach Europa beziehungsweise von Europa nach Japan geschickt. Nur wenigen Booten glückte die Reise hin- und zurück. In der nachfolgenden Tabelle ist eine zumindest teilweise erfolgreiche Mission durch „o“ und eine gescheiterte durch „×“ gekennzeichnet.
| Beginn        | Ende          | U-Boot    | Ereignis                                                | Status |
| ------------- | ------------- | --------- | ------------------------------------------------------- | ------ |
| 15. Juni 1942 | 13. Okt. 1942 | I-30      | Auf Rückfahrt durch Mine im Pazifik gesunken            | o      |
| 5. Apr. 1943  | 6. Mai 1943   | I-29      | Passagiere und Ladung an U 180 übergeben                | o      |
| 9. Feb. 1943  | 3. Juli 1943  | U 180     | Passagiere und Ladung von I-29 übernommen               | o      |
| 28. März 1943 | 24. Mai 1944  | U 178     | Versorgung durch U 843 im Indischen Ozean               | o      |
| 10. Mai 1943  | 10. Aug. 1943 | U 511     | Überstellung an Japan als RO 500                        | o      |
| 11. Mai 1943  | 9. Juli 1943  | Cappelini | Überstellung an Japan als UIT 24 scheitert zunächst     | o      |
| 16. Mai 1943  | 22. Mai 1943  | Tazzoli   | Überstellung an Japan scheitert                         | ×      |
| Mai 1943      | 26. Juli 1943 | Giuliani  | Überstellung an Japan als UIT 23 scheitert              | ×      |
| 1. Juni 1943  | 21. Dez. 1943 | I-8       | Erfolgreiche Mission                                    | o      |
| 14. Juni 1943 | 26. Aug. 1943 | Torelli   | Überstellung an Japan als UIT 25, wird I-504            | o      |
| 16. Juni 1943 | 19. Juni 1943 | Barbarigo | versenkt zwischen Biskaya und Azoren                    | ×      |
| 30. Juni 1943 | 19. Juni 1944 | U 188     | Erfolgreiche Mission                                    | o      |
| 13. Okt. 1943 | 13. Nov. 1943 | I-34      | Im Südwest-Pazifik versenkt                             | ×      |
| 16. Dez. 1943 | 26. Juli 1944 | I-29      | Im Pazifik versenkt                                     | ×      |
| 26. Jan. 1944 | 11. März 1944 | UIT 22    | Vor Kapstadt versenkt                                   | ×      |
| 8. Feb. 1944  | 4. Mai 1944   | UIT 24    | Überstellung an Japan als I-503                         | o      |
| 13. Feb. 1944 | 14. Feb. 1944 | UIT 23    | In der Malakkastraße versenkt                           | ×      |
| 19. Feb. 1944 | 3. Apr. 1945  | U 843     | Erfolgreiche Mission                                    | o      |
| 10. März 1944 | 24. Juni 1944 | I-52      | Im Nordatlantik durch Flugzeuge versenkt                | ×      |
| 30. März 1944 | 13. Mai 1944  | RO 501    | Als U 1224 an Japan übergeben, im Nordatlantik versenkt | ×      |
| 22. Aug. 1944 | 23. Aug. 1944 | U 180     | In der Girondemündung durch Mine versenkt               | ×      |
| 16. Apr. 1945 | 17. Mai 1945  | U 234     | Nach Kapitulation an US-Navy übergeben                  | ×      |